# فرانسوا دو لا موت لو وایه
فرانسوا دو لا موت لو وایه (به فرانسوی: François de La Mothe Le Vayer) فیلسوف قرن شانزدهم میلادی اهل فرانسه است.